# Grundträsket (Råneå socken, Norrbotten, 736202-176741)
Grundträsket är en sjö i Bodens kommun i Norrbotten och ingår i Råneälvens huvudavrinningsområde. Sjön är 7,9 meter djup, har en yta på 2,83 kvadratkilometer och är belägen 51 meter över havet. Grundträsket ligger i Råneälven Natura 2000-område. Sjön avvattnas av vattendraget Mossavikbäcken.

## Delavrinningsområde
Grundträsket ingår i det delavrinningsområde (736442-176649) som SMHI kallar för Utloppet av Grundträsket. Medelhöjden är 75 meter över havet och ytan är 13,14 kvadratkilometer. Räknas de 13 avrinningsområdena uppströms in blir den ackumulerade arean 127,11 kvadratkilometer. Mossavikbäcken som avvattnar avrinningsområdet har biflödesordning 3, vilket innebär att vattnet flödar genom totalt 3 vattendrag innan det når havet efter 65 kilometer. Avrinningsområdet består mestadels av skog (67 procent). Avrinningsområdet har 2,83 kvadratkilometer vattenytor vilket ger det en sjöprocent på 21,6 procent.